# Liste des titres musicaux numéro un au Royaume-Uni en 2008
Cette page liste les titres classés no 1 des ventes de disques au Royaume-Uni pour l'année 2008 selon The Official Charts Company. 
Les classements hebdomadaires sont issus des 100 meilleures ventes de singles (UK Singles Chart) et des 100 meilleures ventes d'albums (UK Albums Chart). Ils prennent en compte les ventes physiques et digitales. Ils sont dévoilés le dimanche.

## Classement des singles
| №  | Date         | Artiste                                     | Titre               | Référence |
| -- | ------------ | ------------------------------------------- | ------------------- | --------- |
| 1  | 6 janvier    | Leon Jackson                                | When You Believe    |           |
| 2  | 13 janvier   | Basshunter feat. DJ Mental Theo's Bazzheadz | Now You're Gone     |           |
| 3  | 20 janvier   | Basshunter feat. DJ Mental Theo's Bazzheadz | Now You're Gone     |           |
| 4  | 27 janvier   | Basshunter feat. DJ Mental Theo's Bazzheadz | Now You're Gone     |           |
| 5  | 3 février    | Basshunter feat. DJ Mental Theo's Bazzheadz | Now You're Gone     |           |
| 6  | 10 février   | Basshunter feat. DJ Mental Theo's Bazzheadz | Now You're Gone     |           |
| 7  | 17 février   | Duffy                                       | Mercy               |           |
| 8  | 24 février   | Duffy                                       | Mercy               |           |
| 9  | 2 mars       | Duffy                                       | Mercy               |           |
| 10 | 9 mars       | Duffy                                       | Mercy               |           |
| 11 | 16 mars      | Duffy                                       | Mercy               |           |
| 12 | 23 mars      | Estelle feat. Kanye West                    | American Boy        |           |
| 13 | 30 mars      | Estelle feat. Kanye West                    | American Boy        |           |
| 14 | 6 avril      | Estelle feat. Kanye West                    | American Boy        |           |
| 15 | 13 avril     | Estelle feat. Kanye West                    | American Boy        |           |
| 16 | 20 avril     | Madonna feat. Justin Timberlake & Timbaland | 4 Minutes           |           |
| 17 | 27 avril     | Madonna feat. Justin Timberlake & Timbaland | 4 Minutes           |           |
| 18 | 4 mai        | Madonna feat. Justin Timberlake & Timbaland | 4 Minutes           |           |
| 19 | 11 mai       | Madonna feat. Justin Timberlake & Timbaland | 4 Minutes           |           |
| 20 | 18 mai       | The Ting Tings                              | That's Not My Name  |           |
| 21 | 25 mai       | Rihanna                                     | Take a Bow          |           |
| 22 | 1er juin     | Rihanna                                     | Take a Bow          |           |
| 23 | 8 juin       | Mint Royale (en)                            | Singin' in the Rain |           |
| 24 | 15 juin      | Mint Royale (en)                            | Singin' in the Rain |           |
| 25 | 22 juin      | Coldplay                                    | Viva la Vida        |           |
| 26 | 29 juin      | Ne-Yo                                       | Closer              |           |
| 27 | 6 juillet    | Dizzee Rascal feat. Calvin Harris & Chrome  | Dance wiv Me        |           |
| 28 | 13 juillet   | Dizzee Rascal feat. Calvin Harris & Chrome  | Dance wiv Me        |           |
| 29 | 20 juillet   | Dizzee Rascal feat. Calvin Harris & Chrome  | Dance wiv Me        |           |
| 30 | 27 juillet   | Dizzee Rascal feat. Calvin Harris & Chrome  | Dance wiv Me        |           |
| 31 | 3 août       | Kid Rock                                    | All Summer Long     |           |
| 32 | 10 août      | Katy Perry                                  | I Kissed a Girl     |           |
| 33 | 17 août      | Katy Perry                                  | I Kissed a Girl     |           |
| 34 | 24 août      | Katy Perry                                  | I Kissed a Girl     |           |
| 35 | 31 août      | Katy Perry                                  | I Kissed a Girl     |           |
| 36 | 7 septembre  | Katy Perry                                  | I Kissed a Girl     |           |
| 37 | 14 septembre | Kings of Leon                               | Sex on Fire         |           |
| 38 | 21 septembre | Kings of Leon                               | Sex on Fire         |           |
| 39 | 28 septembre | Kings of Leon                               | Sex on Fire         |           |
| 40 | 5 octobre    | Pink                                        | So What             |           |
| 41 | 12 octobre   | Pink                                        | So What             |           |
| 42 | 19 octobre   | Pink                                        | So What             |           |
| 43 | 26 octobre   | Girls Aloud                                 | The Promise         |           |
| 44 | 2 novembre   | The X Factor Finalists                      | Hero                |           |
| 45 | 9 novembre   | The X Factor Finalists                      | Hero                |           |
| 46 | 16 novembre  | The X Factor Finalists                      | Hero                |           |
| 47 | 23 novembre  | Beyoncé                                     | If I Were a Boy     |           |
| 48 | 30 novembre  | Take That                                   | Greatest Day        |           |
| 49 | 7 décembre   | Leona Lewis                                 | Run                 |           |
| 50 | 14 décembre  | Leona Lewis                                 | Run                 |           |
| 51 | 21 décembre  | Alexandra Burke                             | Hallelujah          |           |
| 52 | 28 décembre  | Alexandra Burke                             | Hallelujah          |           |

## Classement des albums
| №  | Date         | Artiste                 | Titre                                     | Référence |
| -- | ------------ | ----------------------- | ----------------------------------------- | --------- |
| 1  | 6 janvier    | Radiohead               | In Rainbows                               |           |
| 2  | 13 janvier   | Amy Macdonald           | This Is the Life                          |           |
| 3  | 20 janvier   | Scouting for Girls      | Scouting for Girls                        |           |
| 4  | 27 janvier   | Scouting for Girls      | Scouting for Girls                        |           |
| 5  | 3 février    | Adele                   | 19                                        |           |
| 6  | 10 février   | Jack Johnson            | Sleep Through the Static                  |           |
| 7  | 17 février   | Jack Johnson            | Sleep Through the Static                  |           |
| 8  | 24 février   | The Feeling             | Join With Us                              |           |
| 9  | 2 mars       | Amy Winehouse           | Back to Black - The Deluxe Edition        |           |
| 10 | 9 mars       | Duffy                   | Rockferry                                 |           |
| 11 | 16 mars      | Duffy                   | Rockferry                                 |           |
| 12 | 23 mars      | Duffy                   | Rockferry                                 |           |
| 13 | 30 mars      | Duffy                   | Rockferry                                 |           |
| 14 | 6 avril      | R.E.M.                  | Accelerate                                |           |
| 15 | 13 avril     | Duffy                   | Rockferry                                 |           |
| 16 | 20 avril     | The Kooks               | Konk                                      |           |
| 17 | 27 avril     | The Last Shadow Puppets | The Age of the Understatement             |           |
| 18 | 4 mai        | Madonna                 | Hard Candy                                |           |
| 19 | 11 mai       | Scooter                 | Jumping All Over the World                |           |
| 20 | 18 mai       | Neil Diamond            | Home Before Dark                          |           |
| 21 | 25 mai       | The Ting Tings          | We Started Nothing                        |           |
| 22 | 1er juin     | Usher                   | Here I Stand                              |           |
| 23 | 8 juin       | Paul Weller             | 22 Dreams                                 |           |
| 24 | 15 juin      | Coldplay                | Viva la Vida or Death and All His Friends |           |
| 25 | 22 juin      | Coldplay                | Viva la Vida or Death and All His Friends |           |
| 26 | 29 juin      | Coldplay                | Viva la Vida or Death and All His Friends |           |
| 27 | 6 juillet    | Coldplay                | Viva la Vida or Death and All His Friends |           |
| 28 | 13 juillet   | Coldplay                | Viva la Vida or Death and All His Friends |           |
| 29 | 20 juillet   | Basshunter              | Now You're Gone - The Album               |           |
| 30 | 27 juillet   | Coldplay                | Viva la Vida or Death and All His Friends |           |
| 31 | 3 août       | ABBA                    | ABBA Gold - Greatest Hits                 |           |
| 32 | 10 août      | ABBA                    | ABBA Gold - Greatest Hits                 |           |
| 33 | 17 août      | The Script              | The Script                                |           |
| 34 | 24 août      | The Script              | The Script                                |           |
| 35 | 31 août      | The Verve               | Forth                                     |           |
| 36 | 7 septembre  | The Verve               | Forth                                     |           |
| 37 | 14 septembre | Metallica               | Death Magnetic                            |           |
| 38 | 21 septembre | Metallica               | Death Magnetic                            |           |
| 39 | 28 septembre | Kings of Leon           | Only by the Night                         |           |
| 40 | 5 octobre    | Kings of Leon           | Only by the Night                         |           |
| 41 | 12 octobre   | Oasis                   | Dig Out Your Soul                         |           |
| 42 | 19 octobre   | Keane                   | Perfect Symmetry                          |           |
| 43 | 26 octobre   | AC/DC                   | Black Ice                                 |           |
| 44 | 2 novembre   | Pink                    | Funhouse                                  |           |
| 45 | 9 novembre   | Girls Aloud             | Out of Control                            |           |
| 46 | 16 novembre  | Il Divo                 | The Promise                               |           |
| 47 | 23 novembre  | Leona Lewis             | Spirit                                    |           |
| 48 | 30 novembre  | The Killers             | Day and Age                               |           |
| 49 | 7 décembre   | Take That               | The Circus                                |           |
| 50 | 14 décembre  | Take That               | The Circus                                |           |
| 51 | 21 décembre  | Take That               | The Circus                                |           |
| 52 | 28 décembre  | Take That               | The Circus                                |           |

## Meilleures ventes de l'année
| Singles | Albums |
| --- | --- |
| 1. Alexandra Burke – Hallelujah 2. X Factor Finalists - Hero 3. Duffy – Mercy 4. Katy Perry - I Kissed a Girl 5. Nickelback - Rockstar 6. Estelle feat. Kanye West - American Boy 7. Kings of Leon - Sex on Fire 8. Basshunter feat. DJ Mental Theo - Now You're Gone 9. Madonna feat. Justin Timberlake & Timbaland - 4 Minutes 10. Sam Sparro – Black and Gold | 1. Duffy – Rockferry 2. Take That - The Circus 3. Kings of Leon - Only by the Night 4. Leona Lewis - Spirit 5. Coldplay - Viva la Vida or Death and All His Friends 6. Rihanna - Good Girl Gone Bad 7. The Killers - Day and Age 8. Girls Aloud - Out of Control 9. Pink - Funhouse 10. Scouting for Girls - Scouting for Girls |